# Pachydesus
Pachydesus is een geslacht van kevers uit de familie van de loopkevers (Carabidae). De wetenschappelijke naam van het geslacht is voor het eerst geldig gepubliceerd in 1864 door Motschulsky.

## Soorten
Het geslacht Pachydesus omvat de volgende soorten:
- Pachydesus aethiopicus Basilewsky, 1974
- Pachydesus alluaudi (Jeannel, 1913)
- Pachydesus altipeta (Jeannel, 1935)
- Pachydesus anosyanus Basilewsky, 1981
- Pachydesus bohemani (Jeannel, 1926)
- Pachydesus brincki (Basilewsky, 1958)
- Pachydesus bucculentus (Alluaud, 1933)
- Pachydesus burgeoni (Alluaud, 1933)
- Pachydesus caffer (Jeannel, 1964)
- Pachydesus celisi (Jeannel, 1955)
- Pachydesus chappuisi (Jeannel, 1935)
- Pachydesus cuccodoroi Deuve, 2005
- Pachydesus descarpentriesi Basilewsky, 1972
- Pachydesus edwardsi (Jeannel, 1940)
- Pachydesus ernei Deuve, 2005
- Pachydesus fletcheri (Jeannel, 1959)
- Pachydesus geginati Deuve, 2005
- Pachydesus gravis (Peringuey, 1899)
- Pachydesus holmi Deuve, 2005
- Pachydesus kenyensis (Jeannel, 1913)
- Pachydesus kilimanus (Jeannel, 1913)
- Pachydesus kinangopinus (Jeannel, 1935)
- Pachydesus kochi (Straneo, 1960)
- Pachydesus leleupi (Jeannel, 1960)
- Pachydesus longulus (Jeannel, 1964)
- Pachydesus marojejyanus Basilewsky, 1981
- Pachydesus ovalipennis (Jeannel, 1964)
- Pachydesus parilis (Péringuey, 1908)
- Pachydesus parvicollis (Jeannel, 1964)
- Pachydesus pauliani (Jeannel, 1950)
- Pachydesus raffrayi (Jeannel, 1930)
- Pachydesus robustus (Alluaud, 1933)
- Pachydesus rotundatus (Jeannel, 1959)
- Pachydesus rufipes (Boheman, 1848)
- Pachydesus ruwenzoricus (Alluaud, 1933)
- Pachydesus unisetosus (Jeannel, 1935)